# Carcellia intermedia
Carcellia intermedia là một loài ruồi trong họ Tachinidae.